# Templo y exconvento de Santa Brígida (Ciudad de México)
El templo y el exconvento de Santa Brígida fueron un edificio religioso católico que se encontraba en el centro histórico de Ciudad de México. Construido en 1745, fue demolido en 1933 para dar paso al Eje Central Lázaro Cárdenas. Abarcó la superficie entre las calles actuales de Avenida Juárez al norte, San Juan de Letrán —hoy parte de Eje Central— al oriente, Independencia al cruce con Avenida 16 de septiembre al sur y López al poniente.

## Historia

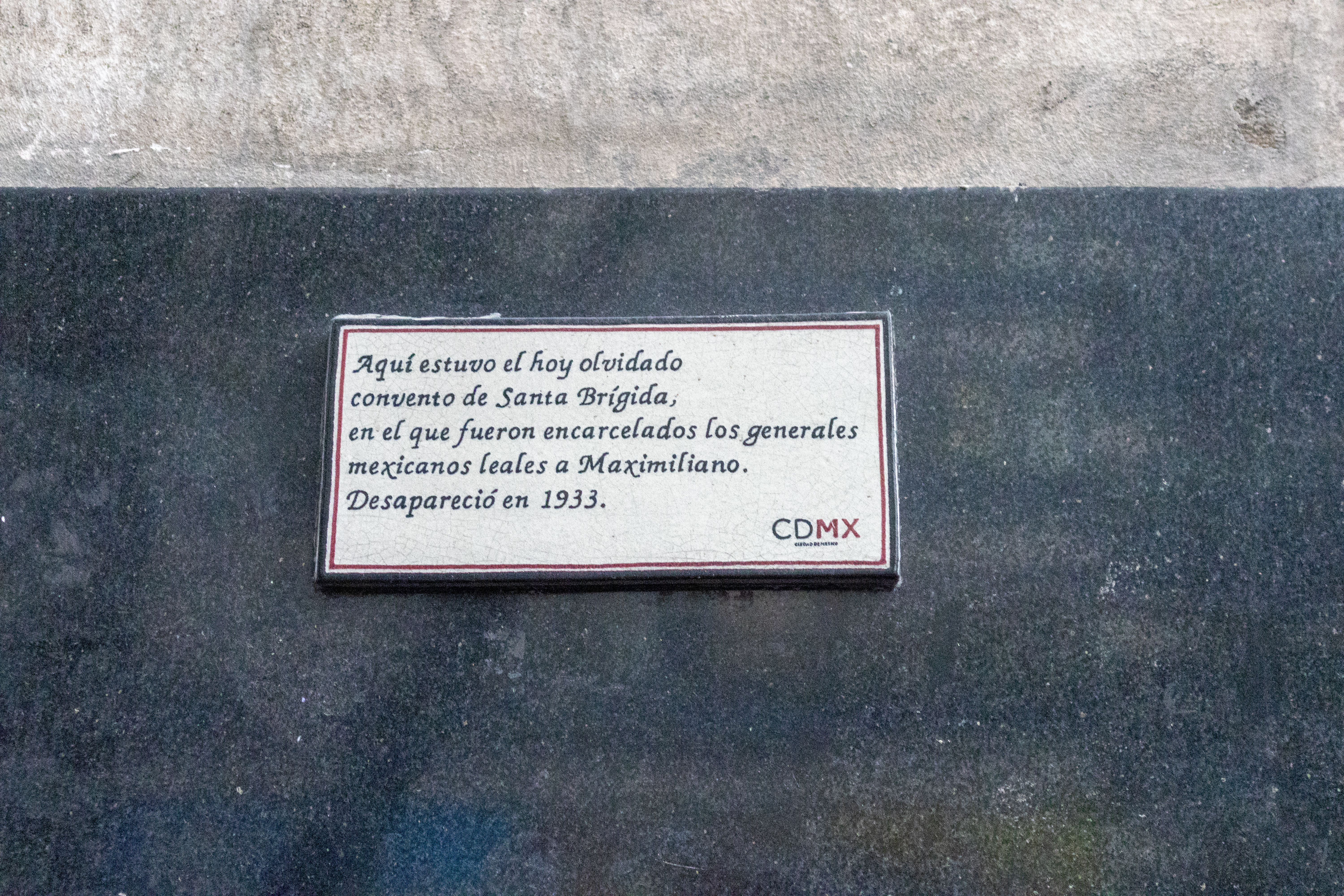
Placa que conmemora el convento en el edificio La Nacional.

Según Justino Fernández, en 1670 Francisco de Córdova Villafranca y su esposa Jesús de Ízita pidieron en una carta a Mariana de Austria la construcción en la capital del entonces Virreinato de la Nueva España de un convento de religiosas de la rama recoleta de la Orden del Santísimo Salvador de Santa Brígida, la cual correría a su cargo. La reina contestó en 1672 mediante una real cédula llegando dicho documento en 1673, para lo cual el virrey Antonio de Toledo y Salazar ordenó abrir un expediente para iniciar la construcción, de la que según José María Marroquí, citado por Fernández, se colocó la primera piedra setenta años después, el 5 de agosto de 1740. En los documentos que refieren el inicio de la obra se indica que sería construido a costa de Gertrudis Antonia Roldán Maldonado, una mujer novohispana que heredó la riqueza de su matrimonio con Melchor de Suburbano, a quien prometió antes de morir que cedería sus riquezas a construir un convento. Dado su matrimonio con el oidor José Francisco de Aguirre, quien nació en Victoria, España, en donde hay un convento de brigidinas, Roldán decidió que fueran religiosas de esa ciudad las que ocuparían el convento.
Las religiosas brigidinas llegaron al virreinato en 1743, alojándose en el convento de Regina Coeli, y ocuparon el convento en 1744 sin que este estuviera terminado. El templo del convento, dedicado a Nuestra Señora de las Nieves fue bendecido finalmente el 19 de marzo de 1745.
En 1861 el ayuntamiento de la Ciudad de México habría pedido al gobierno federal parte del convento de Santa Brígida para crear un colegio gratuito para niñas. Luego de las Leyes de Reforma, el 26 de febrero de 1863 el convento fue exclaustrado con Ignacio Mariscal como interventor y convertido en cuartel, comprando la casa luego un donante que lo devolvió a las religiosas. Por un breve tiempo por la Segunda Intervención Francesa fue reocupado por las brigidinas, siendo expulsadas nuevamente tras la restauración de la República. En 1867 fue convertida en la Prisión General del Estado por instrucciones del presidente Benito Juárez. Las religiosas luego de ocupar varias casas privadas se establecerían en 1895 en Tacubaya en una casa regalada por Vicente Escandón
A finales del siglo XIX el edificio sirvió como colegio para niñas por el Colegio de Josefinas y como sede de la Congregación de San Luis. Después de 1917 se estableció ahí la Casa del Obrero Mundial. Aún con la exclaustración y los usos sucesivos de los edificios del convento, el templo continuó abierto al culto, en donde según Fernández, se celebraban eventos religiosos de la alta sociedad mexicana por lo cual el templo no entró en decadencia sino hasta ocurrida la Revolución mexicana.
En dicho templo se rindió culto por varias décadas a una imagen de Cristo crucificado llamado El Señor de las injurias, una imagen que las recoletas brigidinas recibieron en resguardo en 1812 del Tribunal del Santo Oficio de la Inquisición. La imagen había sido resguardada en las instalaciones del tribunal tras ser una prueba de una acusación de herejía en contra de Vicente Coloma, un hombre que en un episodio de ira habría desmembrado la imagen de Cristo. Por tal razón la imagen fue denominada como el Señor de las injurias, y habría sido colocada en el altar principal de las recoletas brigidinas, quienes además buscaron promocionar su culto.

### Demolición
A principios de los años 30, el entonces jefe del Departamento del Distrito Federal, Aarón Sáenz y el secretario de Hacienda Alberto J. Pani impulsaron distintos proyectos de obra pública en la capital incluyendo entre sus planes el Centro Escolar Revolución o el Mercado Abelardo Rodríguez, la terminación del Palacio de Bellas Artes y la creación del Monumento a la Revolución, entre otros. Dentro de este esfuerzo el proyecto urbanístico propuesto por Carlos Contreras Elizondo dentro de la Comisión de Planificación del Distrito Federal incluía la creación de un Eje Norte-Sur, una vía que conectara el norte con el sur de la capital, el futuro Eje Central Lázaro Cárdenas. Las obras iniciales de este eje comprenderían San Juan de Letrán a la altura de la Alameda Central y hacia el sur la misma vía con el nombre de Niño Perdido a la altura de Doctor Pasteur y comenzaron el 24 de junio de 1933, siendo demolidos diversos edificios dentro del cálculo del ensanche de la avenida en el primer cuadro de la capital.
El templo y exconvento de Santa Brígida fueron un punto de polémica para el arquitecto Contreras, quien sugirió tres alternativas: conservación del templo por su valor histórico, y como indica Escudero ya protegidos por la ley de monumentos de 1931; movilización del templo unos metros hacia la calle de López (como en el caso del Templo de San Bernardo para la avenida 20 de noviembre) o la demolición total. Las autoridades decidieron esta última opción ante la valoración del proyecto de la nueva avenida.
En imágenes de los años 40 se observa ya demolido el convento. En los terrenos que ocupó fueron construidos el Edificio La Nacional y el Edificio Miguel E Abed.